# 有超天シューター
「有超天シューター」（うちょうてんシューター）は、日本の男性グループ・祭nine.の楽曲。4作目のシングルとして2019年3月20日にテイチクエンタテインメントのレーベル、インペリアルレコードからリリースされた。テレビ東京系アニメ『デュエル・マスターズ!』の主題歌である。作詞はYUMIKO、作曲はYUXSE。

## 制作、音楽性
楽曲プロデュースおよび作詞は、結成以来祭nine.の音楽プロデュースを担うYUMIKOによる。作曲は前身グループBOYS AND MEN研究生の「Advantage!」と「ボクたちのONE」、兄弟グループBOYS AND MENの「スタースター」などを手掛けたYUXSEによる。YUMIKOはこの曲のテーマを「一祭入魂」という言葉で表し、「一つのことに夢中になることで楽しく、それを重ねて頂点を超えようというメッセージを込めた」と説明している。タイトルの「有超天」は、「有頂天を超える」という意味の造語である。
祭nine.は、2017年の結成時に発表した「BE☆THE WIND」とデビュー曲「嗚呼、夢神輿」が同年に『デュエル・マスターズ』の主題歌に起用され、2クール連続でエンディングテーマとして使用された。メンバーはこの「有超天シューター」について、歌詞の中にもアニメの言葉が使われており、グループの特色として打ち出している「和」のテイストが抑えられた、前述の2作よりもさらに『デュエル・マスターズ』に寄った楽曲であると解説している。また、「今までと違う派手さと高揚感がある（寺坂頼我）」、「この曲は仲間の大切さも再確認できる歌詞になっているんです（清水天規）」、「爽やかというか、駆け抜ける感じというか。子供にも歌いやすいんじゃないかな。（横山統威）」といったように、曲の印象を述べている。

## リリース
2018年12月リリースの『がってんShake!』に続く4thシングルであり、グループ初の日本武道館公演に向けた作品としてリリースされた。
祭nine.は2018年9月13日に、12月に3rdシングル『がってんShake!』をリリースすると発表した。この2日後の15日に、「有超天シューター」が『デュエル・マスターズ』のオープニングテーマに決まったことが公式サイトを通じて発表された。「有超天シューター」は10月7日からオープニングテーマとして使用された。『がってんShake!』がリリースされた3週間後の12月26日に、「有超天シューター」を表題とする4thシングルのリリースを発表し、29日からリリースイベントを開始した。29日は東京・池袋のサンシャインシティで1日4回のイベントを開催し、「有超天シューター」のライブ・パフォーマンスを初披露した。
2019年1月14日、祭nine.はBOYS AND MENのナゴヤドーム公演『ボイメン名古屋夢まつり〜ツッパリ町おこしお兄さん最強烈伝〜』にサポート出演した。このステージで「有超天シューター」を披露して、さらに祭nine.が改元後（令和）初となる5月1日に日本武道館で単独公演を開催することがサプライズ発表された。2月14日にミュージック・ビデオのショート・バージョンを公開し、CDジャケットやカップリングについての情報も順次公開していった。
CDシングルは、前作までの3作と同様にパターンA・B・C・Dの4種類でリリースされた。それぞれアートワークが異なる。パターンAは、「有超天シューター」のミュージック・ビデオとそのメイキング映像を収録したDVDが付属する。音楽配信は、CDシングル4種類の収録曲すべてを含む音楽配信パッケージ「Expand Package」としてリリースされた。リリース日の3月20日は、東京・ヴィーナスフォートで発売記念イベントを開催し、和田アキ子に扮したMr.シャチホコがこれにサプライズゲストとして登場した。
パターンAとBのカップリングは、怒髪天の増子直純の作詞、上原子友康の作曲によるオールド・スタイルのロックンロール「魁！祭OTOKO」が収録された。この曲では野々田奏が間奏でハーモニカを吹いている。パターンCのカップリングは日本武道館公演と全国区進出への思いを歌詞に託した「みらい結び」、パターンDは名古屋弁を題材にしたコミカルな楽曲「NAGOYA'N'イングリッシュ」が収められた。「NAGOYA'N'イングリッシュ」は、BOYS AND MENの本田剛文が名古屋弁の部分を、同グループ元メンバーの吉川友真が英語の部分をチェックする、という形でYUMIKOが協力を仰いだ。

## ライブ・パフォーマンス
この曲の振り付けはラッキィ池田が担った。祭nine.は、この曲の振り付けを「ライブに来たら踊れる簡単なもの」と説明している。ミュージック・ビデオでは、ダンスのほかに殺陣のアクションを披露している。衣装はトランプなどの「カード」をモチーフとした装飾を施した学ランであり、これを「カード学ラン」と呼んでいる。テレビ出演は、『おはスタ』（テレビ東京）、『Uta-Tube』などの番組でライブを披露している。

## チャート成績
2019年4月1日付けのオリコン、ビルボード・ジャパンの週間ランキングで1位を獲得した。オリコンチャートでは、リリース初週に推定7.5万枚を売り上げて、週間シングルランキングおよび週間合算ランキングで1位を獲得。セカンド・シングル『HARE晴れカーニバル』以来、通算2度目の首位獲得となった。ビルボード・ジャパンのチャートでは、95,051枚を売り上げてセールス・チャートTop Single Salesにおいて1位となり、総合チャートHot 100において初となる首位を獲得した（『HARE晴れカーニバル』はセールス1位、総合2位）。また、アニメソング・チャートBillboard Japan Hot Animationにおいて初の首位を獲得し、同チャートでの自己記録（デビュー曲「嗚呼、夢神輿」の2位）を更新した。
なお、タイアップ先のアニメ『デュエル・マスターズ』シリーズの主題歌としては初のオリコン1位獲得となり、日曜朝8時30分枠で放送されたテレビ東京系アニメの主題歌としても、初のオリコンシングルチャート1位獲得作品となった。

## シングル収録トラック

### CDシングル
パターンA
CD
1. 「有超天シューター」（作詞: YUMIKO、作曲: YUXSE、編曲: 小高光太郎） – 3:46
2. 「魁！祭OTOKO」（作詞: 増子直純、作曲: 上原子友康、編曲: 山口高始） – 3:35

DVD
- 「有超天シューター Music Video」
- 「有超天シューター メイキング映像」

パターンB
1. 「有超天シューター」
2. 「魁！祭OTOKO」
3. 「有超天シューター -Instrumental-」
4. 「魁！祭OTOKO -Instrumental-」

パターンC
1. 「有超天シューター」
2. 「みらい結び」（作詞: YUMIKO、作曲: 本田正樹、編曲: 中土智博） – 4:28
3. 「有超天シューター -Instrumental-」
4. 「みらい結び -Instrumental-」

パターンD
1. 「有超天シューター」
2. 「NAGOYA'N'イングリッシュ」（作詞・作曲: ムラマサヒロキ、編曲: 渡辺亮希） – 4:27
3. 「有超天シューター -Instrumental-」
4. 「NAGOYA'N'イングリッシュ -Instrumental-」

時間：

### 配信シングル
Expand Package
1. 「有超天シューター」
2. 「魁！祭OTOKO」
3. 「みらい結び」
4. 「NAGOYA'N'イングリッシュ」
5. 「有超天シューター -Instrumental-」
6. 「魁！祭OTOKO -Instrumental-」
7. 「みらい結び -Instrumental-」
8. 「NAGOYA'N'イングリッシュ -Instrumental-」